# Человек на коленях
«Человек на коленях» (итал. Un Uomo In Ginocchia) — кинофильм, криминальная драма режиссёра Дамиано Дамиани.

## Сюжет
История противостояния маленького человека и всемогущей итальянской мафии. Действие происходит приблизительно в 1970-е годы в Палермо. Нино Перальта (Джулиано Джемма), бывший мелкий преступник, «завязал» и стал хозяином небольшого киоска. Нино случайно оказывается вовлечён в большую криминальную разборку и решает, что находится в чёрном списке мафии. На самом деле приговор был подписан другому человеку. Антонио, киллер, подосланный мафией, начинает шантажом вымогать деньги из Перальты, которого страх вынуждает согласиться на всё.
Нино лишается киоска и всех сбережений. Он вынужден вернуться к преступному прошлому. Неожиданно на него выходит заказчик — босс мафии Винченце Фабриканте — и раскрывает Нино глаза. Единственное, что заставило Нино терпеть лишения, — собственный страх. Однако Нино, хоть и не получал смертного приговора, но всё же оказался вовлечён в дела, о которых ему знать было не обязательно. Чтобы остаться в живых, ему нужно попросить прощения, встав на колени…

## В ролях
- Джулиано Джемма — Нино Перальта
- Микеле Плачидо — Антонио Платамонте
- Тано Чимароза — Коликкиа
- Элеонора Джорджи — Лучия Перальта
- Этторе Манни — Винченцо Фабриканте